# 京港高速铁路
京港高速铁路（简称京港高铁）是从北京通往香港的高速铁路，纵贯北京市、河北省、山东省、河南省、安徽省、湖北省、江西省及广东省等8省、直辖市，並連接香港特别行政区，也是中国高速铁路网“八纵八横”高速铁路主通道中京港（台）通道的组成部分，串连起环渤海和珠三角等地区。
京港高铁正线北起北京丰台站，止于深圳西丽站，在深圳枢纽經阳深联络线和广深港高速铁路连接香港西九龍站。正线全长约2370公里，最高运营速度可达350km/h。线路分成多个工程项目建设，各段工程自2014年起陆续开工。商丘至合肥段率先于2019年12月1日开通运营，而全线除京雄段外则预计于2027年通车。

## 线路组成
| 工程名称       | 区间              | 设计速度 （公里/小時） | 长度 （公里） | 开工时间       | 启用时间       | 备注 |
| -------------- | ----------------- | ---------------------- | ------------- | -------------- | -------------- | ---- |
| 京雄商高速铁路 | 北京丰台 – 雄安   | 350                    | 639           | 預計2024年     | 預計2029年     | 主线 |
| 京雄商高速铁路 | 雄安 – 商丘       | 350                    | 639           | 2022年9月29日  | 预计2026年     | 主线 |
| 商杭客运专线   | 商丘 – 阜阳西     | 350                    | 184           | 2014年12月28日 | 2019年12月1日  | 主线 |
| 商杭客运专线   | 阜阳西 – 合肥     | 350                    | 216           | 2014年12月28日 | 2019年12月1日  | 东线 |
| 合安九客运专线 | 合肥西 – 安庆西   | 350                    | 169           | 2015年12月25日 | 2020年12月22日 | 东线 |
| 合安九客运专线 | 安庆西 – 黄梅东   | 350                    | 171           | 2017年10月12日 | 2021年12月30日 | 东线 |
| 合安九客运专线 | 黄梅东 – 庐山     | 350                    | 171           | 2017年10月12日 | 2021年12月30日 | 主线 |
| 阜冈客运专线   | 阜阳西 – 黄冈东   | 350                    | 324           | 预计2025年     | 预计2027年     | 西线 |
| 黄黄高速铁路   | 黄冈东 – 黄梅东   | 350                    | 125           | 2018年12月10日 | 2022年4月22日  | 西线 |
| 昌九高速铁路   | 庐山 – 南昌东     | 350                    | 136           | 2022年9月16日  | 预计2025年     | 主线 |
| 昌赣客运专线   | 南昌 – 赣州西     | 350                    | 415           | 2014年12月20日 | 2019年12月26日 | 主线 |
| 赣深客运专线   | 赣州西 – 深圳北   | 350                    | 436           | 2016年12月22日 | 2021年12月10日 | 主线 |
| 广深港高速铁路 | 深圳北 – 福田     | 200                    | 8             | 2005年12月18日 | 2015年12月30日 | 主线 |
| 广深港高速铁路 | 福田 – 香港西九龙 | 200                    | 32            | 2010年4月      | 2018年9月23日  | 主线 |

- 注：昌九高速铁路建成之前，昌九段（庐山 – 南昌／南昌西）目前暂由昌九城际铁路代替
- 注：在京雄商高速铁路开通北京丰台—雄安段建成之前由京雄城际铁路代替

## 争论
京九高速铁路雄安至商丘段，沿线濮阳、范县、梁山等地民众为高铁走向发生争论，引发高铁“争夺大战”，该段线路具体走向至今未能完全确定。阜阳至九江段，潢川和固始也发生了类似的争论。对于各地政府在高铁规划中的“争夺大战”，全国政协委员、交通部党组书记杨传堂回应：“理解各地争取高铁设站的心情，但高铁不可能建到所有的县和乡，最终还是要按照规划建设。”